# They Were Wrong, So We Drowned
They Were Wrong, So We Drowned är det amerikanska bandet Liars andra studioalbum, släppt 24 februari 2004 genom Mute Records. Albumet står i kontrast till deras första, postpunk-inspirerade album. They Were Wrong, So We Drowned fick blandade recensioner av musikkritiker.

## Låtlista
| Nr           | Titel                                             | Längd |
| ------------ | ------------------------------------------------- | ----- |
| 1.           | Broken Witch                                      | 6:10  |
| 2.           | Steam Rose from the Lifeless Cloak                | 2:49  |
| 3.           | There's Always Room on the Broom                  | 3:05  |
| 4.           | If You're a Wizard Then Why Do You Wear Glasses?  | 2:11  |
| 5.           | We Fenced Other Gardens with the Bones of Our Own | 5:28  |
| 6.           | They Don't Want Your Corn - They Want Your Kids   | 2:38  |
| 7.           | Read the Book That Wrote Itself                   | 3:09  |
| 8.           | Hold Hands and It Will Happen Anyway              | 4:51  |
| 9.           | They Took 14 for the Rest of Our Lives            | 4:09  |
| 10.          | Flow My Tears the Spider Said                     | 6:12  |
| Total längd: | Total längd:                                      | 40:42 |